# Charles-Christian de Habsbourg-Lorraine
Charles-Christian de Habsbourg-Lorraine, qui porte le titre de courtoisie d'archiduc d'Autriche (allemand : Carl Christian Maria Anna Rudolph Anton Marcus d'Aviano, Erzherzog von Österreich, Prinz von Ungarn, Kroatien, und Böhmen), né le 26 août 1954 au château de Belœil, à Belœil, Belgique,, est un noble belge et un membre de l'ancienne famille régnante austro-hongroise de la maison de Habsbourg-Lorraine. Il est le troisième enfant de l'archiduc Charles-Louis d'Autriche et de son épouse, la princesse Yolande de Ligne.

## Branche belge de la famille de Habsbourg-Lorraine
En 1983, Charles-Christian de Habsbourg-Lorraine, avec ses enfants, ont été intégrés par le roi Baudouin dans la noblesse belge. À ce jour, ils sont considérés, au même titre que son cousin, l'archiduc Lorenz d'Autriche-Este, prince de Belgique, et son frère l'archiduc Rudolf de Habsbourg-Lorraine, comme les fondateurs de la branche belge de la famille de Habsbourg-Lorraine.

## Mariage et descendance
Le 6 février 1982, à Luxembourg, l'archiduc Charles-Christian de Habsbourg-Lorraine a épousé sa cousine au deuxième degré la princesse Marie-Astrid de Luxembourg, l'aînée des enfants de Jean, grand-duc de Luxembourg, et de son épouse la princesse Joséphine-Charlotte de Belgique.
Ils ont cinq enfants, qui portent le titre de courtoisie d'archiduc ou archiduchesse d'Autriche :
- l'archiduchesse Marie-Christine Anne-Astrid Zita Charlotte de Habsbourg-Lorraine (née à Bruxelles le 31 juillet 1983), mariée le 6 décembre 2008 à Malines, en Belgique, avec le comte Rodolphe de Limburg-Stirum (né à Uccle le 20 mars 1979)[4]. Ils ont trois fils :
  - le comte Léopold Menno Philippe Gabriel François-Xavier Marie Joseph Ghislain de Limburg-Stirum (né le 19 avril 2011),
  - le comte Constantin de Limburg-Stirum (né le 25 octobre 2013),
  - le comte Gabriel de Limburg-Stirum (né en 2016) ;
- l'archiduc Imre Emanuel Siméon Jean Carl Marcus d'Aviano de Habsbourg-Lorraine (né à Genève le 8 décembre 1985), marié le 8 septembre 2012 avec Kathleen Elizabeth Walker (née le 17 avril 1986) à Washington, DC, États-Unis[5], d’où :
  - l'archiduchesse Maria-Stella Elizabeth Christiana Yolande Alberta de Habsbourg-Lorraine (née le 11 novembre 2013)[6],
  - l'archiduchesse Magdalena Maria Alexandra Zita Charlotte de Habsbourg-Lorraine (née le 24 février 2016)[7],
  - l'archiduchesse Juliana Marie-Christine Wilhelmina Margaret Astrid de Habsbourg-Lorraine (née le 14 octobre 2018),
  - l'archiduchesse Cecilia de Habsbourg-Lorraine (née le 15 janvier 2021),
  - l'archiduc Karl de Habsbourg-Lorraine (né le 4 juin 2023) ;
- l'archiduc Christoph Henri Alexander Maria Marcus d'Aviano de Habsbourg-Lorraine (né à Genève le 2 février 1988), marié le 28 décembre 2012 (cérémonie civile) et 29 décembre 2012 (cérémonie religieuse) à Nancy, en France, avec Adélaïde Marie Béatrice Drapé-Frisch (née le 4 septembre 1989). Ils ont deux filles et un fils :
  - l'archiduchesse Katarina Marie-Christine Fabiola de Habsbourg-Lorraine (née le 22 décembre 2014)[8],
  - l'archiduchesse Sophia de Habsbourg-Lorraine (née le 30 août 2017),
  - l'archiduc Josef de Habsbourg-Lorraine (né le 18 décembre 2020),
  - l'archiduchesse Flavia de Habsbourg-Lorraine (née le 15 janvier 2023) ;
- l'archiduc Alexander Hector Marie Karl Léopold Marcus d'Aviano de Habsbourg-Lorraine (né à Meyrin le 26 septembre 1990), marié le 30 septembre 2023 à Belœil, en Belgique, avec Natacha Roumiantzeff-Pachkevitch (née en 1988)[9],[10] ;
- l'archiduchesse Gabriella Maria Pilar Yolande Joséphine-Charlotte de Habsbourg-Lorraine (née à Genève le 26 mars 1994), fiancée le 22 octobre 2017 à son cousin, le prince Henri de Bourbon-Parme (né à Roskilde le 14 octobre 1991)[11]. Ils se sont mariés le 12 septembre 2020 au château de Tratzberg à Stans, en Autriche[12]. Ils ont trois filles :
  - la princesse Victoria Antonia Marie-Astrid Lydia de Bourbon-Parme (née le 30 octobre 2017)[13],
  - la princesse Anastasia Erika Alexandra Marie Yolande de Bourbon-Parme (née le 3 juillet 2021),
  - la princesse Philippine de Bourbon-Parme (née en 2023)[14].

## Titres et honneurs

### Titres officiels
En Belgique
- depuis 1983 : Son Altesse sérénissime le prince Charles-Christian de Habsbourg-Lorraine[15].

### Titres de courtoisie
- depuis le 26 août 1954 : Son Altesse impériale et royale l'archiduc Charles-Christian d'Autriche, prince de Hongrie, de Bohême et de Croatie (titre de courtoisie, la république d'Autriche ayant aboli la noblesse et interdit les titres de noblesse en 1919).

### Honneurs

#### Distinctions étrangères
- Luxembourg :
  -  Grand-croix de l'ordre d'Adolphe de Nassau[16],[17]
  - Médaille commémorative du Jubilé d'argent de Son Altesse Royale le grand-duc Jean (12 novembre 1989)

#### Honneurs dynastiques
- Chevalier de l'ordre de la Toison d'or (empire d'Autriche et famille impériale)